# Al Barsha South
Al Barsha South (in arabo البرشاء جنوب ‎?) è una comunità dell'Emirato di Dubai, negli Emirati Arabi Uniti. Si trova nel Settore 6 nella zona centrale di Dubai.

## Territorio
Il territorio della comunità occupa una superficie di 24,2 km² nella zona centrale di Dubai.
L'area ha una forma grossomodo triangolare ed è delimitata a ovest dalla Al Khail Road (E 44), dalla Orchid Road e successiva Tulip Road, a sud dalla Sheikh Mohammed Bin Zayed Road (E 311) e a est dalla Umm Suqeim Street (D 63).
Al Barsha South è suddivisa in cinque comunità:
- Al Barsha South First (comunità 671), a nord-est;
- Al Barsha South Second (comunità 672), a centro-est;
- Al Barsha South Third (comunità 673), detta anche Arjan, a sud-est;
- Al Barsha South Fourth (comunità 681), detta anche Jumeirah Village Circle, al centro;
- Al Barsha South Fifth (comunità 684), detta anche Jumeirah Village Triangle, a ovest.

Questa è una comunità residenziale di buon livello. Vi si trovano ville da 3 a 5 posti letto con ampio giardino e appartamenti di varia grandezza, da monolocali a unità con 3 letti. Dispone inoltre di un buon livello di servizi che comprendone: scuole per i vari livelli di età, aree per il tempo libero, centri per lo shoppping, alberghi, ristoranti, moschee e presidi sanitari.
Fra i principali punti di riferimento della comunità ci sono:
- il complesso residenziale Vincitore Palacio, in Al Barsha South 3;
- il complesso residenziale di ville di Villa Lantana, in Al Barsha Al Barsha South 2;
- la moschea Ali Al-Haj Masjid in Al Barsha South 1;
- il parco floreale Dubai Miracle Garden in Al Barsha South 3;
- il giardino coperto delle farfalle Dubai Butterfly Garden, presso il Dubai Butterfly Garden;
- il centro commerciale My City Centre in Al Barsha Al Barsha South 2;
- il centro commerciale Aswaaq Mall, in Al Barsha South 1;
- il parco pubblico Al Barsha South Park e il vicino Al Barsha South Lake;
- l'hoter a 5 stelle Five Jumeirah Village, in Al Barsha South 4;[6]
- il residence di lusso MILANO by Giovanni Boutique Suites, in Al Barsha South 4;
- la scuola internazionale Gems World Academy, in Al Barsha South 1;
- la scuola JSS International School, in Al Barsha South 4;
- l'ospedale Mediclinic Parkview Hospital, in Al Barsha South 3;
- il centro medico multifunzionale Genesis Healthcare Centre in Al Barsha Al Barsha South 2.

L'area non è servita dalla metropolitana le cui fermate più vicine sono quella della Linea Rossa, di Mashreq e Mall of the Emirates che si trovano nella comunità di Al Barsha lungo la Sheikh Zayed Road, quindi a non meno di 4 km dalla comunità Al Barsha South.
Anche le linee di superficie scarseggiano. Vi sono alcune linee di superficie che corrono lungo la Umm Suqeim Street (ad esempio la linea Bus J01 e F 36) e lungo la Sheikh Mohammed Bin Zayed Road, e si addentrano nella comunità collegandola con le comunità vicine di  Al Barsha.